# Verizon Ladies First Tour
Verizon Ladies First Tour foi uma turnê realizada pelas cantoras americanas Beyoncé, Alicia Keys e Missy Elliott. A cantora canadense Tamia fez uma participação especial. A turnê batizada de "Lilith Fair urbano" faz a divulgação do primeiro álbum de estúdio de Beyoncé, Dangerously in Love, do segundo álbum de estúdio de Alicia Keys, The Diary of Alicia Keys e do quinto álbum de estúdio de Missy Elliott, This Is Not a Test!. Os concertos foram realizados apenas nos Estados Unidos, entre os meses de Março e Abril de 2004.
A turnê teve um bom desempenho em 2004, arrecadando mais de 20 milhões de dólares e alcançando a posição de número 34 na lista Top Tours of 2004 feita pela Pollstar. O sucesso da turnê promoveu um projeto para 2005, mas ele foi desfeito e Verizon criou a Verizon VIP Tour.

## Antecedentes
A turnê foi anunciada por vários meios de comunicação em Janeiro de 2004. Concebida por Verizon Communications, a turnê foi patrocinada por Steve Madden e L'Oréal. A Hayman Entertainment e a Clear Channel Entertainment foram os promotores da turnê. Os figurinos foram desenhados por Dolce & Gabbana. Quando a turnê foi anunciada, Beyoncé dispensou qualquer conflito durante a turnê, ela afirmou que as três artistas são amigas e não que não existiria competitividade. As três cantoras demonstraram interesse na realização de uma turnê dessa natureza. Essa foi a primeira turnê que destaca as mulheres no cenário da música urbana. Beyoncé disse: 
| “ | Mesmo antes de começar o meu álbum no ano passado, eu queria me juntar com outras mulheres em uma turnê. Eu sei que tem um monte de outros tipos de turnê com outros artistas, mas com apenas mulheres do hip-hop e R&B não tem. | ” |

## Atos de abertura
- Tamia
- Michelle Williams (em Houston)

## Lista de músicas
1. "Untitled" (contém elementos de "Gossip Folks" e "Emerald City Sequence")
2. "Let Me Fix My Weave"
3. "I'm Really Hot"
4. "Get Ur Freak On"
5. "Pass That Dutch"
6. "Work It"
7. "One Minute Man"
8. "Hot Boyz"
9. Medley:
  1. "Hit Em wit da Hee"
  2. "Beep Me 911"
  3. "Sock It 2 Me"
  4. "The Rain (Supa Dupa Fly)"

1. "Harlem's Nocturne" (Introdução instrumental)
2. "Karma"
3. "Heartburn"
4. "A Woman's Worth"
5. "Venetian Boat Song" (Interlúdio instrumental)
6. "How Come U Don't Call Me Anymore?"
7. Medley:
  1. "Never Felt This Way (Interlude)"
  2. "Butterflyz"
  3. "Goodbye"
  4. "Never Can Say Goodbye"
  5. "Night And Day"
8. "If I Ain't Got You"
9. "So Simple"
10. "Slow Down" (contains elements of "Coming Home to You")
11. "Diary"
12. "Fallin'"
13. "You Don't Know My Name"

1. "Untitled" (Introdução instrumental)
2. "Baby Boy"
3. "Naughty Girl (contém trechos de "Nasty Girl")
4. "Me, Myself and I"
5. "Say My Name"
6. Medley:
  1. "Independent Women, Pt. 1"
  2. "Bootylicious"
  3. "'03 Bonnie & Clyde"
  4. "Jumpin', Jumpin'"
  5. "Survivor"
7. "DJ Set" (Instrumental Interlude)
8. "Hip Hop Star" (contêm elementos de "La Di Da Di")
9. "Gift from Virgo"
10. "Be with You"
11. "Speechless"
12. "Summertime"
13. "Dangerously in Love 2"

Bis
1. "Crazy in Love"